# Permanent Vacation (album)
Pour les articles homonymes, voir Permanent Vacation.
Albums de Aerosmith
Done with Mirrors
(1985) Pump
(1989)
Singles
1. Hangman Jury
Sortie : 18 août 1987
2. Dude (Looks Like a Lady)
Sortie : 22 septembre 1987
3. Angel
Sortie : 5 janvier 1988
4. Rag Doll
Sortie : 3 mai 1988

Permanent Vacation est le 9e album studio du groupe de hard rock américain Aerosmith. Il est sorti le 31 août 1987 sur le label Geffen Records et a été produit par Bruce Fairbairn.

## Historique
Laissant de côté l'intéressant Done With Mirrors de 1985, c'est Permanent Vacation qui sera injustement qualifié d'album de la reformation d'Aerosmith. D'une part, parce qu'il est composé d'une flopée de cartons imparables (Angel, Rag Doll, Dude (Looks Like a Lady)) largement diffusés en radio, mais aussi soutenus (grâce à MTV) par la récente technique du clip vidéo, dans lesquels l'humour et la bonne humeur retrouvés du groupe contrastent singulièrement avec le sérieux affiché par leurs concurrents de l'époque.
Cet album sera enregistré entre mars et juin 1987 au Canada dans les  Little Mountain Sound Studios de Vancouver. Il sera le premier album du groupe écrit en partie avec l'aide de compositeurs externes. Parmi eux on compte notamment, Jim Vallance qui a beaucoup travaillé avec Bryan Adams et Desmond Child qui avait, à l'époque, notamment collaboré à l'écriture du tube de Kiss, I Was Made for Lovin' You et à Livin' on a Prayer de Bon Jovi.
L'album a obtenu la 11e place du Billboard aux États-Unis où il sera certifié cinq fois disque de platine, s'étant vendu à plus de 5 millions d'exemplaires, dépassant largement le million d'exemplaires de Done With Mirrors l'album précédent. Au Canada, il atteindra la 7e place des charts et sera également certifié quintuple disque de platine en novembre 1988. Il sera le premier album du groupe à se classer dans les charts britanniques où il atteindra la 37e place et sera récompenser d'un disque d'or en mars 1990.

## Liste des chansons
| No  | Titre                    | Auteur                                            | Durée |
| --- | ------------------------ | ------------------------------------------------- | ----- |
| 1.  | Heart's Done Time        | Joe Perry, Desmond Child                          | 4:42  |
| 2.  | Magic Touch              | Tyler, Perry, Jim Vallance                        | 4:40  |
| 3.  | Rag Doll                 | Tyler, Perry, Vallance, Holly Knight              | 4:21  |
| 4.  | Simoriah                 | Tyler, Perry, Vallance                            | 3:21  |
| 5.  | Dude (Looks Like a Lady) | Tyler, Perry, Child                               | 4:23  |
| 6.  | St. John                 | Tyler                                             | 4:12  |
| 7.  | Hangman Jury             | Tyler, Perry, Vallance                            | 5:33  |
| 8.  | Girl Keeps Coming Apart  | Tyler, Perry                                      | 4:12  |
| 9.  | Angel                    | Tyler, Child                                      | 5:10  |
| 10. | Permanent Vacation       | Tyler, Brad Whitford                              | 4:52  |
| 11. | I'm Down                 | John Lennon, Paul McCartney                       | 2:20  |
| 12. | The Movie                | Tyler, Perry, Whitford, Tom Hamilton, Joey Kramer | 4:00  |

## Musiciens
Aerosmith
- Steven Tyler : chant, piano, harmonica, sourdine
- Joe Perry : guitares, guitare solo sauf sur 10 et 12, guitare solo et rythmique sur 1, pedal steel sur 3, chœurs.
- Brad Whitford : guitares, solo et rythmique sur 1, solo sur 8,10 et 12.
- Tom Hamilton : basse.
- Joey Kramer : batterie, percussions.

Musiciens additionnels
- Morgan Rael : steel drums sur Permanent Vacation.
- Jim Vallance : orgue sur Rag Doll et Simoriah.
- Drew Arnott : mellotron sur Angel et The Movie.
- Scott Fairbairn : violoncelle sur The Movie.
- The Margarita Horns :
Bruce Fairbairn : trompette, violoncelle, chœurs
- Ian Putz : saxophone Baryton sur 3 et 5.
- Bob Rodgers: trombone sur 3 et 5
- Henry Christian : trompette
- Tom Keenlyside : saxophone ténor et clarinette, arrangements des cuivres sur 3 et 5.
- Bruce Fairbairn : trompette, violoncelle, chœurs, production
- Christine Arnott ; chœurs sur 12

## Singles
| Date       | Titre            | chart                    | durée du Classement | Position |
| ---------- | ---------------- | ------------------------ | ------------------- | -------- |
| 29/08/1987 | Rock Tracks      | Dude (Looks Like a Lady) | 10 semaines         | 4e       |
| 03/10/1987 | Hot 100          | Dude (Looks Like a Lady) | 20 semaines         | 14e      |
| 17/10/1987 | UK Singles Chart | Dude (Looks Like a Lady) | 5 semaines          | 45e      |
| 12/09/1987 | Rock Tracks      | Rag Doll                 | 18 semaines         | 12e      |
| 04/06/1988 | Hot 100          | Rag Doll                 | 17 semaines         | 17e      |
| 28/01/1989 | Mega Top 50      | Rag Doll                 | 9 semaines          | 16e      |
| 14/11/1987 | Rock Tracks      | Hangman Jury             | 12 semaines         | 14e      |
| 30/01/1988 | Rock Tracks      | Angel                    | 14 semaines         | 2e       |
| 30/01/1988 | Hot 100          | Angel                    | 25 semaines         | 3e       |
| 16/04/1988 | UK Singles Chart | Angel                    | 3 semaines          | 69e      |

## Charts et certifications
| Pays        | Durée du classement | Meilleur classement |
| ----------- | ------------------- | ------------------- |
| Australie   | 2 semaines          | 42e                 |
| Canada      | 54 semaines         | 7e                  |
| États-Unis  | 67 semaines         | 11e                 |
| Royaume-Uni | 14 semaines         | 37e                 |

| Pays        | Certification | Ventes      | Date       |
| ----------- | ------------- | ----------- | ---------- |
| Canada      | 5 × Platine   | 500 000 +   | 18/11/1988 |
| États-Unis  | 5 × Platine   | 5 000 000 + | 10/02/1995 |
| Royaume-Uni | Or            | 100 000+    | 15/03/1990 |